# 女武将

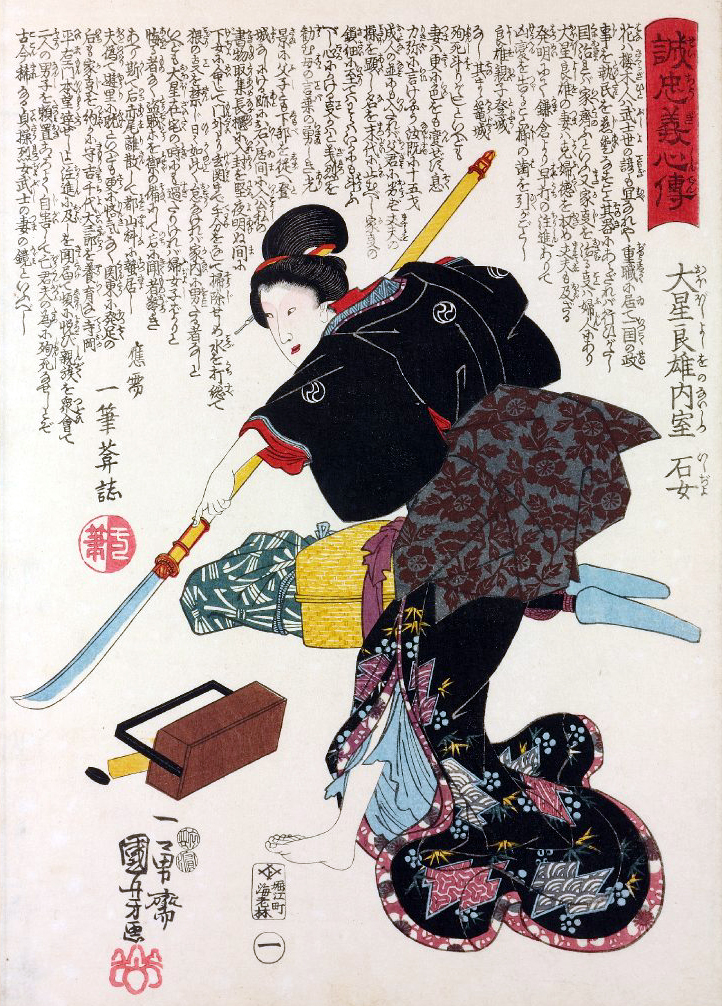
「誠忠義心傳：大星良雄内室石女」1848年

女武将（おんなぶしょう）は、封建時代の武士階級に属し、戦時には家柄や家族、名誉を守るために武器の使い方を訓練された女性たち、特に戦国時代の日本における女性の武将を指す言葉である。
また、日本文学においても重要な存在である。
巴御前や坂額御前は女武将の代表的な人物として有名である。
また、大名や藩主の妻妾の屋敷を守る女性、別式もいた。